# 屋久島國立公園
屋久島國立公園（日语：／），是位在日本鹿兒島縣屋久島之一部及口永良部島全域的國立公園。指定面積32,553公頃。2012年3月16日從霧島屋久國立公園分離獨立為第30座國立公園。

## 地理

### 屋久島
屋久島的山岳景觀以宮之浦岳為中心，同時植被從海岸至宮之浦岳山頂呈垂直分布。島上有樹齡3,000年以上的屋久杉與豐富的野生動物。1993年，佔全島面積約兩成的107.47km2區域列為聯合國教科文組織世界遺產（自然遺產）。
另外，島西北部的前濱、田舍濱浜（いなか）、四瀨濱以「屋久島永田濱」登錄拉姆薩公約。

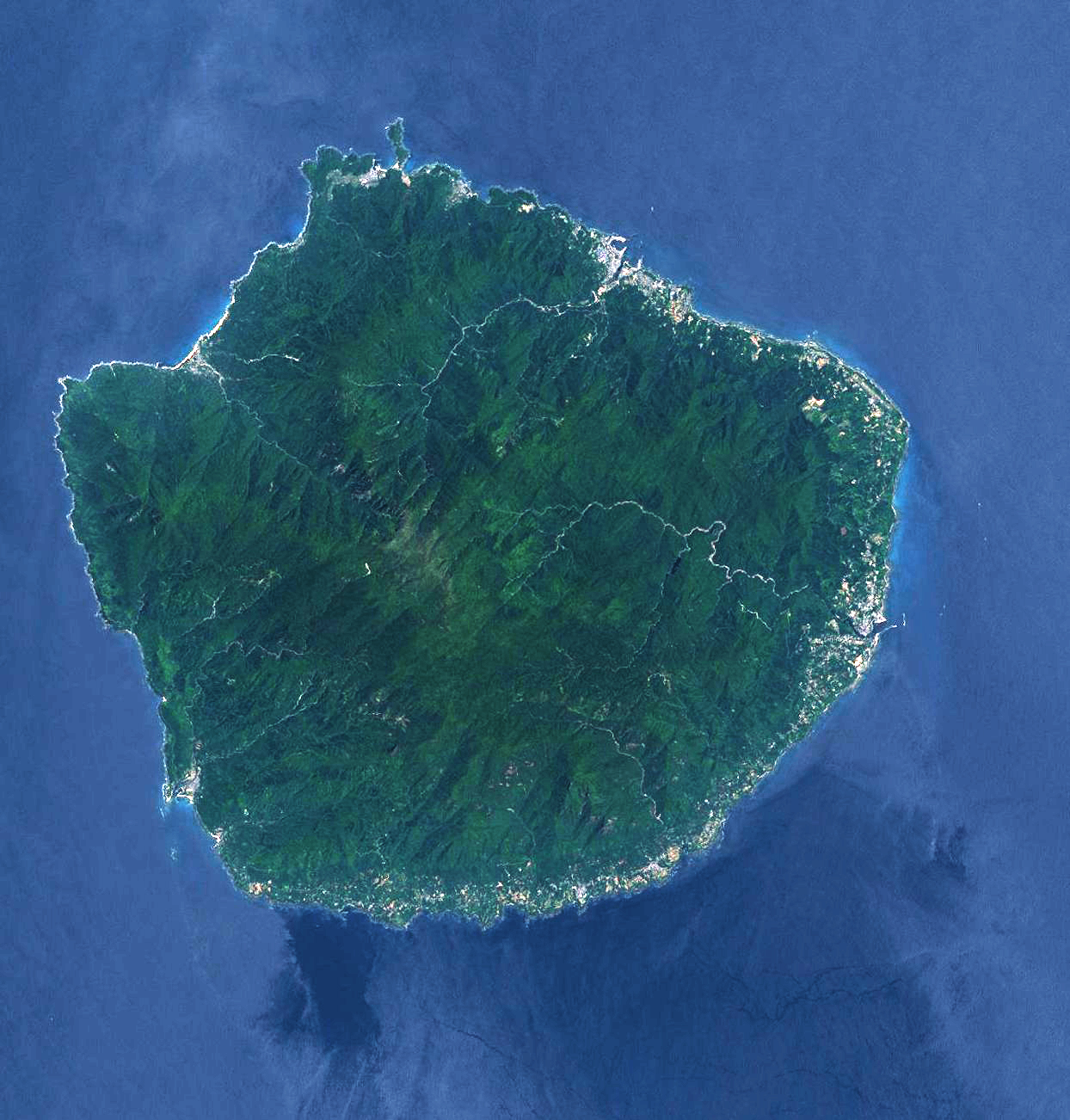
屋久島空拍照
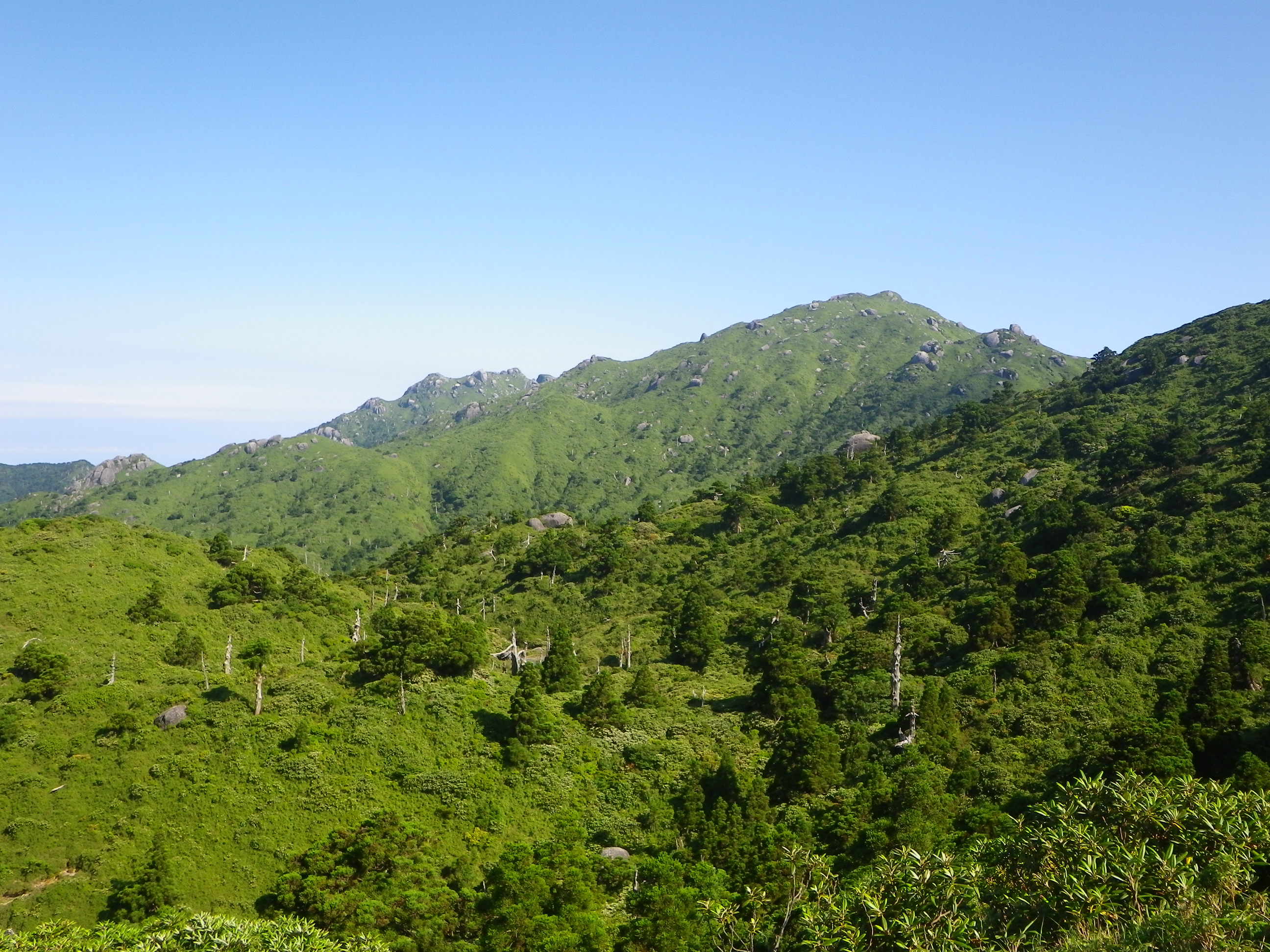
屋久島三岳
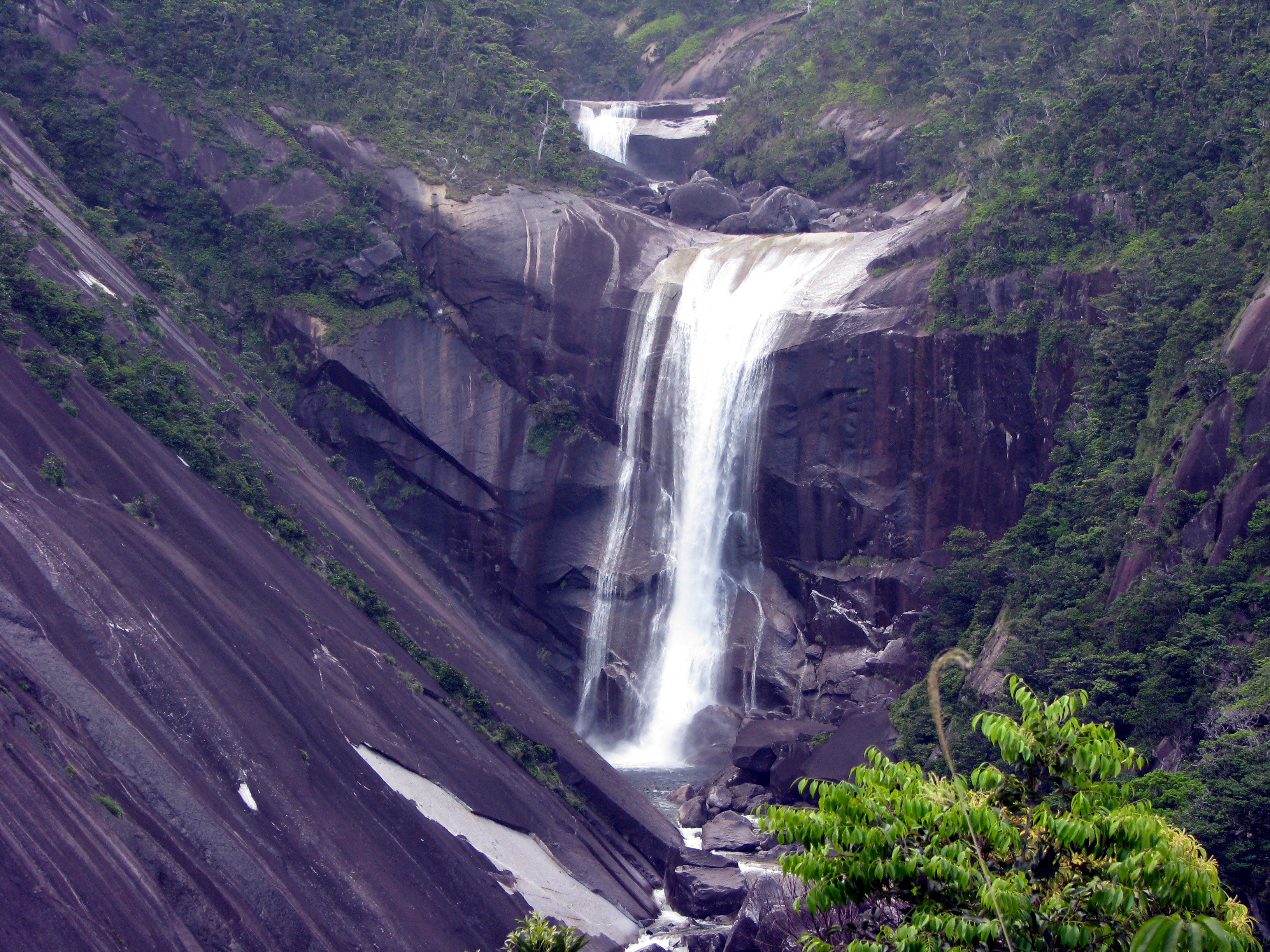
千尋瀑布

### 口永良部島
新舊2個火山群組成的薩南火山群島最大火山島（活火山等級B、噴火警戒2）。

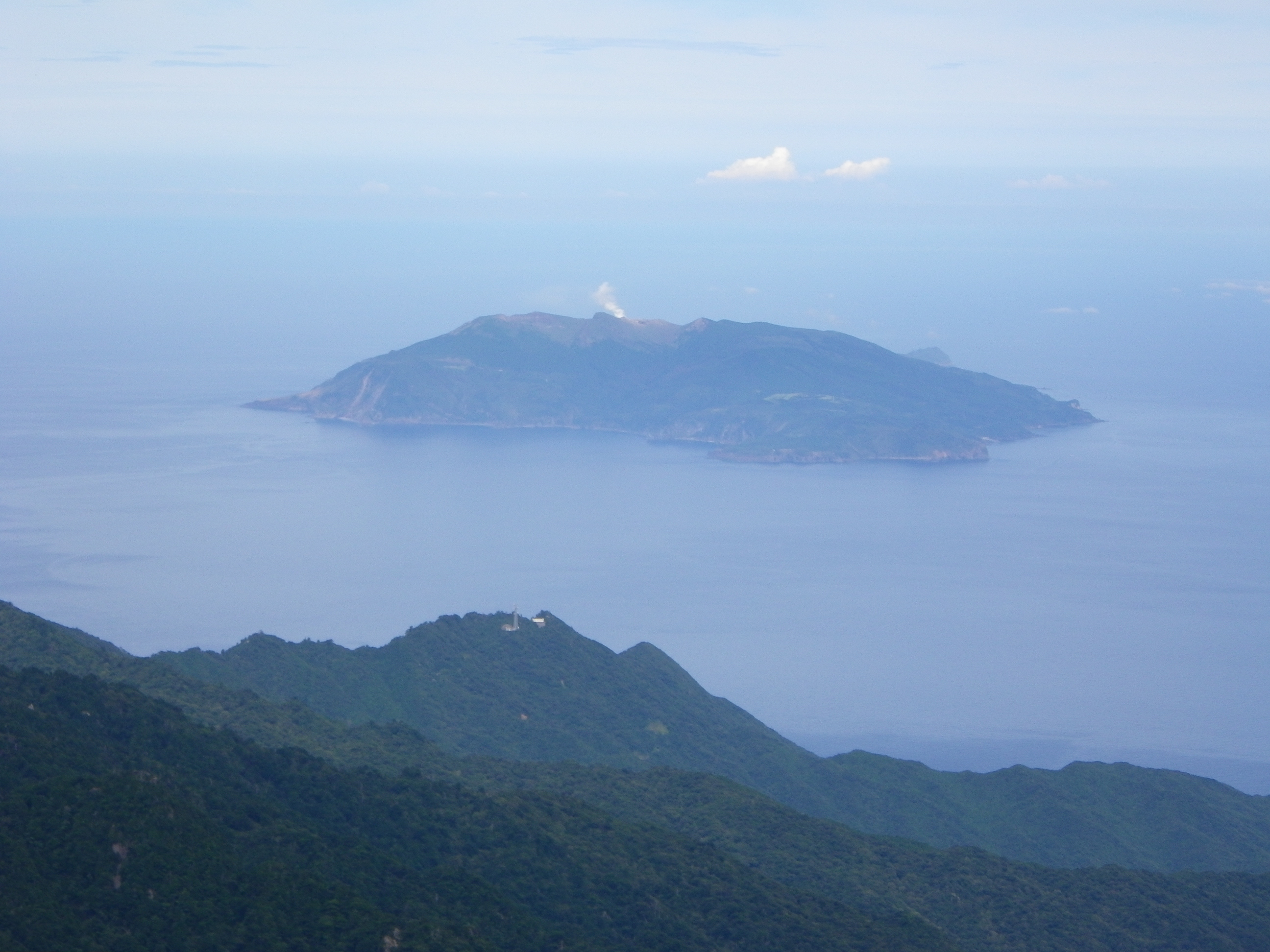
永田岳遠望口永良部島
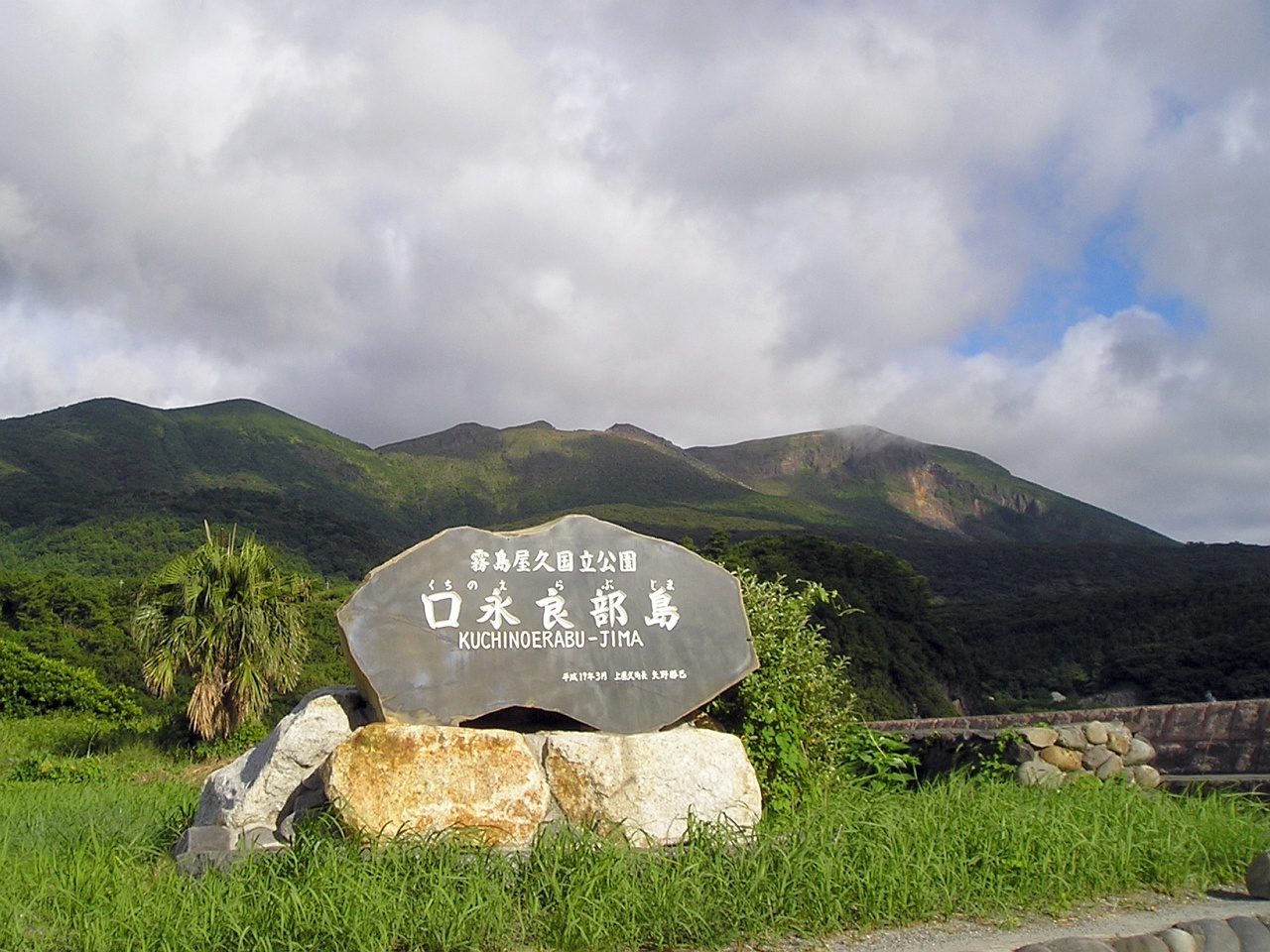
口永良部島的活火山群
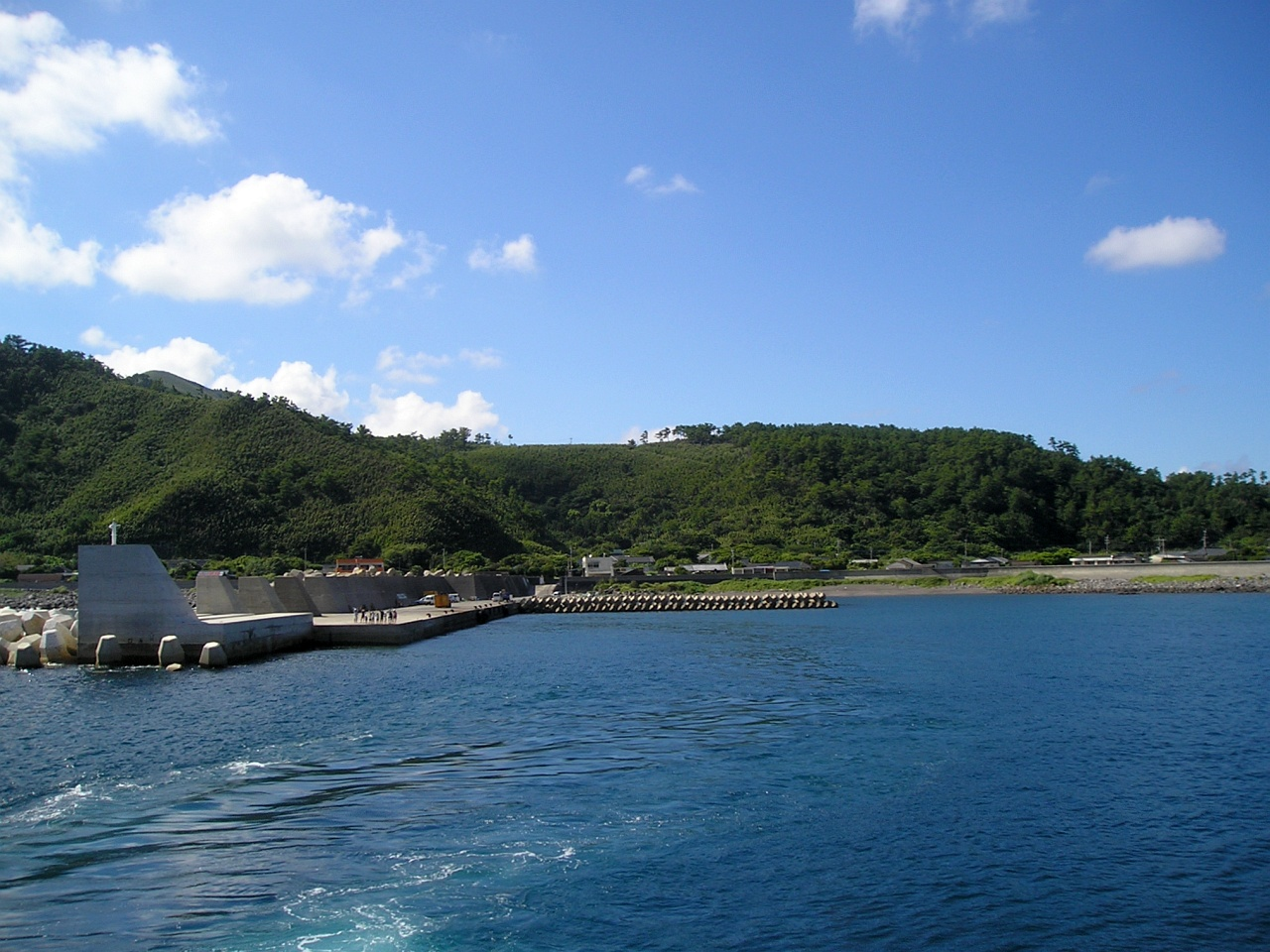
本村集落

## 歷史
1964年（昭和39年）3月16日與錦江灣國定公園一同與霧島國立公園合併，為霧島屋久國立公園的屋久島地區。
但由於霧島地區與錦江灣地區等屬於火山活動區域，與島嶼生態系的屋久島地區性質不同，2011年12月22日決定將屋久島從霧島屋久國立公園獨立出來，2012年3月16日政府官報公告脫離霧島屋久國立公園（分割後改稱霧島錦江灣國立公園），成立屋久島國立公園。

### 年表
- 1964年3月16日 - 屋久島地區及錦江灣地區（錦江灣國定公園）編入霧島國立公園，名稱變更為霧島屋久國立公園。
- 2012年3月16日 - 分割出屋久島地區，指定為屋久島國立公園。

## 主要景點

### 屋久島
- 宮之浦岳

### 口永良部島
- 口永良部島

## 面積
- 面積 - 24,566ha （陸域部分）
  - 屋久島地區 - 20,272ha
  - 口永良部島地區 - 3,577ha

## 關連市町村
- 鹿兒島縣 - 熊毛郡屋久島町

## 集團設施地區、遊客中心
| 地區名 | 面積   | 所在地                 | 使用人數（人） |
| ------ | ------ | ---------------------- | -------------- |
| 尾之間 | 32.7ha | 鹿兒島縣熊毛郡屋久島町 | 38,000         |

| 中心名             | 設置者 | 所在地                             | 使用人數（人） |
| ------------------ | ------ | ---------------------------------- | -------------- |
| 屋久島世界遺產中心 | 環境省 | 鹿兒島縣熊毛郡屋久島町安房2739-343 | 8,237          |